# Trichotosia sarawakensis
Trichotosia sarawakensis är en orkidéart som beskrevs av Cedric Errol Carr. Trichotosia sarawakensis ingår i släktet Trichotosia och familjen orkidéer. Inga underarter finns listade i Catalogue of Life.